# Harold Pycock
Alfred Harold Pycock (* 12. Mai 1900 in London; † 13. März 1964 in St Leonards-on-Sea) war ein britischer Schwimmer.

## Karriere
Pycock diente im Ersten Weltkrieg bei den Grenadier Guards. Seine sportliche Karriere begann er im Anschluss zunächst auf regionaler und nationaler Ebene – die erste Medaille gewann er 1922 bei den ASA Championships mit einem dritten Platz über 100 Yards Freistil. Im Folgejahr wurde der Brite bei selbigen Meisterschaften Zweiter über 100 Yards Freistil und 200 Yards Brust. 1924 nahm er an den Olympischen Spielen in Paris teil. Hier erreichte er im Wettbewerb über 100 m Freistil das Halbfinale. Im Jahr 1925 gewann er erneut Silber über 100 Yards Freistil bei den ASA Championships. Zu Beginn des Zweiten Weltkriegs wurde er erneut einberufen und diente für das Royal Army Ordnance Corps – dort erreichte er den Rang eines Majors. 1942 geriet er in japanische Gefangenschaft und wurde in den folgenden Jahren als Zwangsarbeiter für den Bau der „Eisenbahn des Todes“ eingesetzt. Für seine Arbeit als Anleiter von Mitgefangenen erhielt er später den Order of the British Empire. Nach Ende der Kriegsaktivitäten bekleidete er Ämter im Management eines Schwimmbades, verschiedener Schwimmverbände und eines Hotels. 1948 war er für die Durchführung des Wasserballwettbewerbs der Olympischen Spiele verantwortlich.